# Dentro la notizia (programma televisivo)
Dentro la Notizia è un nuovoprogramma televisivo italiano di genere talk show, rotocalco, contenitore e costume, che va in onda su Canale 5 dal 1º settembre 2025, condotto da Gianluigi Nuzzi